# Pomadasys maculatus
 Pomadasys maculatus és una espècie de peix de la família dels hemúlids i de l'ordre dels perciformes.

## Morfologia
Els mascles poden assolir els 59,3 cm de longitud total.

## Distribució geogràfica
Es troba des de l'Índic fins a l'oest del Pacífic, la Xina i Austràlia.